# Schrumpfen (Textil)
Das Schrumpfen bezeichnet eine beabsichtigte oder unbeabsichtigte Dimensionsänderung von Stoffen oder Textilien bei Wasser- und/oder Wärmeeinfluss.
Umgangssprachlich bezeichnet man den Vorgang auch als Einlaufen.

## Unbeabsichtigtes Schrumpfen
Alle Natur- und die meisten Chemiefasern besitzen ein Einschrumpfpotential, das heißt, sobald sie mit Wasser und/oder Wärme in Berührung kommen, verändern sie ihre Form und laufen ein. Noch wesentlich erhöht wird dieser Wareneinsprung durch zahlreiche Veredelungsverfahren, bei denen die Fasern bzw. die Textilien einer Zugspannung unterliegen und dadurch über ihre natürliche Länge hinaus gedehnt werden. Wird nun so ein Gewebe zugeschnitten und zu einem Kleidungsstück vernäht, läuft es beim ersten Waschvorgang mehr oder weniger stark ein und passt nicht mehr. Wesentlich drastischere Auswirkungen hätte ein derartiges Einlaufen des Gewebes z. B. im Automobilbau, bei einem Cabrioverdeck, welches, einmal der Sonne oder Regen ausgesetzt, nicht mehr schließen würde. Durch Zugaben beim Zuschnitt kann dieser Einsprung zum Teil ausgeglichen werden. Genaue Vorhersagen auf Art und Umfang der Schrumpfung sind jedoch wegen unterschiedlicher Materialien, Ausrüstungen, Gewebestrukturen und Verarbeitungstechniken, wenn überhaupt, nur sehr schwierig möglich. Deshalb wird praktisch jedes textile Gewebe vor dem Zuschnitt einer absichtlichen Schrumpfung unterzogen.

## Beabsichtigtes Schrumpfen
Unkontrollierte Maßänderungen bei textilen Erzeugnissen werden vom Konsumenten kaum noch akzeptiert. Bei technischen Textilien für den industriellen Bedarf wird ein noch wesentlich größerer Wert auf Maßhaltigkeit gelegt. Um dies zu gewährleisten, werden Stoffe und Textilien vor ihrer Weiterverarbeitung einem kontrollierten Schrumpfprozess unterzogen und dieser Zustand dann fixiert. Damit wird eine weitgehende Formstabilität erreicht, auf die auch Nässe- und/oder Wärmeeinfluss keine Auswirkungen haben. Stoffzugaben beim Zuschnitt und Berechnungen über ein mögliches Schrumpfverhalten sind nicht mehr nötig.

### Industrielle Schrumpfverfahren
- Dekatieren
- Krumpfen (Sanforisieren)
- Thermofixieren
- Heatsetting
- Mercerisieren
- chemische Stabilisierung

### Schrumpfpotential textiler Gewebe
- Rohgewebe – je nach Schwere  bis zu 10 %
- gefärbte Gewebe  ca. 5–8 %
- gebleichte Gewebe  unter 5 %
- gekrumpfte (sanforisierte) Gewebe  ± 1 %